# Divisões administrativas da Argentina
A Argentina tem os seguintes tipos de subdivisões do país:

## Divisões administrativas
- Regiões geográficas da Argentina (6) que são usados apenas tradicionalmente
- Províncias (23, provncia)
- Cidade autônoma (1, ciudad autónoma)
- Departamentos / Partidos 376/135
  - A província de Mendoza divide seu território em departamentos, que são ainda divididos em distritos (distritos), que são chamados de seções (secciones) no Departamento da Capital.
- Municipalidades (municipios)
- Aldeia, Vila, Cidade
- Bairros de Buenos Aires (barrios)
- Comunas de Buenos Aires (compreendem um ou mais de Barrios BsAs.)